# 森国久

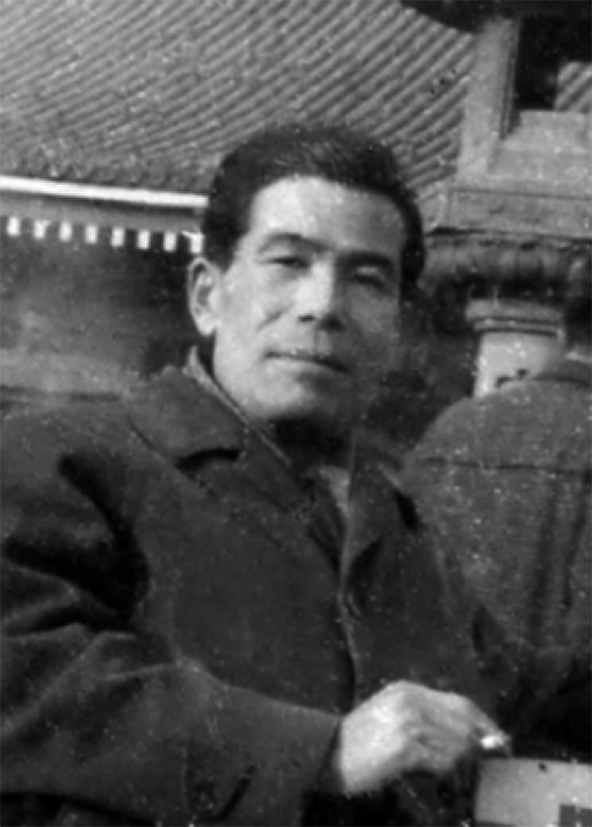
森國久の生前の写真

森 国久（もり くにひさ、正字体：森國久、1912年（明治45年）7月10日 - 1961年（昭和36年）6月26日）は、日本の政治家。熊本県天草地方で首長を務め、全国の離島の振興に力を注ぎ、天草五橋の実現に尽力した。
熊本県龍ヶ岳町長、熊本県町村会副会長、天草郡町村会長、天草振興協議会長、天草架橋期成会副会長、天草観光協会長、全国離島振興協議会副会長、内閣離島振興対策審議会委員（すべて死亡時）。

## 来歴

### 出生から終戦まで
出生から学校卒業まで　1912（明治45年）7月10日、熊本県天草郡樋島村（現・熊本県上天草市龍ヶ岳町樋島）に生まれる。地元の小学校を卒業後、1925年（大正14年）4月、熊本県立天草中学校（現・熊本県立天草高等学校）に入学。同級生で親友でもあり、のちに改進党から政界に入り外務大臣となった園田直がいる。1927年（昭和2年）7月に熊本県立八代中学校（現・熊本県立八代中学校・高等学校）へ転校し、森家の別宅から通学して1930年（昭和5年）3月に卒業した。ちなみに転校は自校の生徒をかばうために熊本県立天草農業学校（現・熊本県立苓明高等学校）の生徒とのあいだで乱闘事件を起こしたことが原因とされる。
新聞記者　1930年（昭和5年）、18歳前後に実父が事業を経営していた朝鮮半島へ渡り、当時の日本の全国紙を刊行していた二六新報社に入社、新聞記者となる。記者時代には「森久」（もり　ひさし）というペンネームを使った「船と包丁とクリーク」という随筆が一篇、投稿記事として確認されている。が、年若い森國久の、2年数ヶ月間の記者としての足跡を示す資料はほとんど残っていない。
1933年（昭和8年）1月に召集を受け、輜重兵第六大隊に属し内国勤務する。1934年（昭和9年）11月30日、輜重兵二等兵として満期除隊となり熊本へ帰るが、12月1日から予備役に編入される。しばらく八代市内で森家の家業を手伝う。
「警察官」森國久、結婚　1935年（昭和10年）6月、経緯は不明だが、熊本県警察部に警察官（巡査教習生）として就職。巡査外勤係に配属され人吉警察署勤務となる。同年10月、牛島政子と結婚。国家総動員法が発令された1938年（昭和13年）3月、熊本県警察部の巡査庶務係へと配置替えとなり、家族と共に熊本市内に居を移す。
中国南部で兵役　1935年6月7日、軍から臨時召集され、輜重兵第六連隊補充隊に入隊し、熊本県警を休職する。同年9月16日、第21渡河材料中隊に転属し、10月1日、26歳の森國久は門司港から兵員輸送船に乗船して中国南部の広東省へ派遣される。日本軍が占領していた同省省都の広州を拠点にして兵役に従事した。1940年9月17日から10月6日の間、日本軍が行った北部仏印進駐に輜重兵として参加したのを最後に、広東省駐留中に合わせて８つの作戦に参加した。この間、兵舎の一室で読書に勤しみ、戦場や警備中に撮った写真の整理をしながら詩作も行うという異色の兵士でもあった。
1940年（昭和15年）12月16日、広州の黄埔港から（兵員）輸送船に乗船し、同月24日に広島県の宇品港に上陸したのち熊本の原隊である輜重兵第六連隊に復帰した。そして同月30日、3年3ヶ月にわたる兵役を満了して召集解除となった。
警察官に復職　1941年1月に熊本県警の警察官として復職し、阿蘇外輪山南麓の砥用警察署に巡査経済係として着任した。同年10月、熊本県警巡査部長視察係に転出し、家族共々熊本市内に転居する。1942年（昭和17年）6月、熊本県警警部補特高主任に昇任し、熊本北警察署に勤務する。1943年4月、熊本県警察部情報主任となり、特高課に勤務する。1944年7月、東条英機暗殺未遂事件が発生し、容疑者が全国に指名手配されるが、うち一人を逮捕し取り調べを担当する。

### 県警を依願免退職
公職追放と依願免退職　1945年（昭和20年）8月、33歳の森國久は熊本市内の警備中に終戦を迎えたが、同月「尊皇義勇軍」を名乗る若者たちが熊本市内の藤崎宮に立てこもり（「第二神風連事件」）、その説得に当たり無事収拾に成功。同年10月、熊本県警察部警務課に転属となる。1946年1月4日、GHQ（連合国総司令部）が、軍国主義者の公職追放及び超国家主義者団体の解散を指令した。不運にも、東条英機暗殺未遂事件の容疑者逮捕の「功績」がマイナス評価されたと推定されるが、森國久も公職追放の該当者とされ、同年5月に依願免退職に追い込まれ失職する。しかし友人・知人の支援により、翌月には「熊本県鮮魚船商業協同組合」の専務理事に就任し、家族ともども八代市内の蛇籠港近くの森家別宅に転居する。
失意の若者たちと歩む　ここで「近隣の若者の若者の生活相談・身の上相談に乗ることも多く、彼ら、彼女らの間で信望があつかった」こともあり、敗戦後の混乱状況、価値観の喪失状況のなかで人生の目標を見出しかねていた彼ら、彼女らと共に、球磨川の河口に位置する蛇籠港に出入りする船の座礁事故を防ぐため、竹製の「澪標」（みをつくし）を設置する活動を行った。森国久にとっては、地域に溶け込み、地域の人びととのつながりを形づくりながら新しい人生がここに始まろうとしていた。
村長選に出馬　ところが1951年5月、思いがけないことが起こった。森國久の故郷である天草郡樋島村から大勢の青年団の若者たちが海を渡って森家にやってきた。彼（彼女）らは、同月の樋島村の村長選が選挙違反続出のため出直し選挙となり、森國久に出馬要請することが目的であった。國久はその要請を断ったが、後日間もなく彼らは再度の要請のためにやってきた。村の実情と若者の村政改革への熱意に動かされた國久は、要請を承諾して出馬して勝利した。

### 政治家への道
住民対話の政治　1951年5月の村長選でのこの勝利が彼の人生の方向を決定した。彼は歩きながら考える政治を実践しはじめた。彼が死を迎えるまでの10年間の政治姿勢に一貫していたのは熟慮断行のそれである。彼は住民との気さくな対話を重んじた。対話を通して住民の思いや希望を知り、それを政策に反映できると考えていたからである。そのために自宅と村役場を往復する道を日ごとに変えた。できる限り多くの住民と対話の機会をもつためにである。
熟慮断行の村政改革　樋島村村長に就任した森国久が逸早く手がけたのは、簡易水道の敷設と村内道路の舗装であった。簡易水道用の水源は彼が自分の足で山に入り探索して見つけた。村内道路の舗装のためにセメントを買う予算は立てたが、道路工事それ自体は住民に必要性を説明し、住民から労力提供を受けながら計画を推進した。というのは就任当初の村の財政は逼迫状態で、工事全体を業者発注する予算を組むことができなかったからである。赤字財政の状況は、担税能力があるにもかかわらず納税しない住民を、彼の指示に基づいて役場職員が各戸訪問して説明し、根気よく納税を促した結果、計画を前倒しにして黒字財政に転換した。森国久の考えではこのようにして、それまで停滞していた村政を彼が矢継ぎ早に改革して成果を上げ得たのは、「できない理由を探さない」という姿勢を貫いたからであった。森国久は、納税が地方における議会制民主主義の経済的基盤であると考えており、「政治共同体」を維持するための義務である反面、税が政策に正しく反映される限り、納税者自身に「政治共同体」の「共同の利益」として戻ってくる権利でもあることを強調した。
広域行政への関心　1953年4月、村政改革の断行と前後するが、40歳の若手首長森国久は天草郡町村会監事に選出された。また5月には天草郡総合開発協会の解散が決議され、ほぼ同時にこれに変わる組織として熊本県離島振興協会が結成された。そして彼は副会長(会長は桜井熊本県知事）に就任する。この一連の動きは、彼が村長就任以来、広い視野のもとに離島天草の窮状を目の当たりにし、離島振興に大きな関心を寄せはじめていたことを示している。

離島振興法の成立経緯と森國久
離島振興法案と国会解散　彼の一連の行動の背景にあったのは一体何であろうか。実は前年秋から島根県、長崎県、鹿児島県、東京都、新潟県が相互に連絡を取りながら離島振興法案の国会上程を目指して運動を展開する動きが進んでいた。一部重要条項において直前の骨抜きが行われた法案ではあったが、1953年3月の国会上程直前まで手はずが進んだ。ところが、突然の国会解散により審議されるに至らなかったのである。
法案の起死回生と森國久の布石　そこで関係各県は、同年7月の通常国会への修正法案の上程を共通目標にして猛運動を展開しはじめたが、熊本県は離島天草を抱える県であるにも拘わらず、運動の正規メンバーと見なされなかった。それは大矢野島が九州本島の宇土半島の先端三角地区とは目と鼻の先の距離にあると5都県からは見なされていたからであろう。
離島中の離島である故郷、樋島の窮状を肌で感じていた森國久にとって、離島振興法案の承認が、3月の国会解散にともない棚上げになったことは、見方によっては千載一遇の好機でもあると認識された。だからこそ彼は、若輩ながら天草町村会監事となり、また小村の村長でありながら桜井県知事を熊本離島振興協会の会長に推し、自らが副会長に就任したのである。
ところがその後も、熊本県を含む都県の事務方レベルでは相互の連絡は一定程度とられてはいたが、同年7月開催予定の通常国会に向けて、離島振興法案修正案の実現をめざす島根県、長崎県、鹿児島県、東京都、新潟県の首長を中心とした運動の担い手グループに正規メンバーとして仲間入りを果たすことが容易ではなかった。そのような状況のまま日時は刻々と過ぎていった。だが、水面下では打つべき手が打たれていた。
森國久の熱弁　同年6月25日、全国の離島都県関係者が国会内に集結し、全国離島民代表者決起大会を開催するが、熊本県には正式の呼びかけがなかった。しかし森国久をリーダーとする熊本県離島民代表者は数日前に急遽上京して国会に赴き、自主参加した。彼は議長に特に発言を求め、天草も貧しい離島であること、「天草にも離島振興法の適用を」と熱弁を振るった。その結果、全国離島振興協議会発起人会の一員に加えられることになった。そして6月27日から28日にかけて、他の発起人数人と共に、衆議院経済安定委員会における提案理由の説明資料、法案の修正動機提出資料および離島振興法の修正法案等を作成するという任務に従事した。
離島振興法案、国会で可決　修正された離島振興法案は衆議院経済安定委員会での審議を経て満場一致で可決され、次いで7月2日の衆議院本会議においても満場一致で可決された。そして即日参議院に送付された。参議院においても経済安定委員会での審議を経て可決され、7月15日の参議院本会議において満場一致で可決される。このようにして、当時無名であった森國久は、全国の離島振興の鍵を握る離島振興法の成立に身を以て関わり、立ち会うことができたのである。
全国離島振興協議会の副会長に選任　離島振興法はこのようにして国会で可決され、離島振興の制度上の基盤が整備された。けれども、これで直ちに離島振興が進んでいくというものではなかった。主務官庁の決定、予算、法が適用される離島の地域委指定の問題など、未決の課題が山積していた。したがって、離島関係者、離島を抱える都県にとって、ここからが10年という期間を限られた離島振興の正念場であり、主体的に課題解決に取り組まなければならないのである。法案成立に先立って6月25日、離島関係市町村の史上初めての全国組織として、全国離島振興協議会（略称「全離島」）が発足した。

（以降、順次再編集予定）
離島振興法は同年7月成立した。本土との距離が近い天草は「離島振興法」適用は困難といわれる中、同年10月の第一回離島振興対策審議会で地域指定された。当時、熊本県議会議員だった二神勇雄は地域新聞の『天草民報』に、天草の地域指定を決定したこの審議会の傍聴記をよせた。
離島振興法の対象に天草地域が指定された際には、以下のような森のメッセージが地元紙に掲載された。
1954年（昭和29年7月）、町村合併促進法(法律第二百五十八号、昭和28.9.1)に基づいて、高戸村、樋島村、大道村三村合併で龍ヶ岳村が誕生。村長選挙に当選し、初代村長となる。1955年（昭和30年）1月、内閣総理大臣の諮問機関「離島振興対策審議会」の委員となる。「離島振興法実施地域」の指定をはじめ、数次にわたる離島振興法の改正、離島振興予算一本化の達成、経済企画庁内に離島振興課創設の実現。年々の離島予算の獲得、そして「開拓」「山林造林」「漁港修築」「道路改良、拡張、新設」「港湾整備、浚渫、防波堤整備」「住宅建設」「簡易水道敷設」「学校校舎建築」「保育園建設」「発送電施設設置」など、多くの施策の実施のために尽力した。これらの離島振興の地域指定が解除になるまで約1300億円が天草に投入された。

### 天草架橋の実現のための道のり
天草と九州本土の間に橋を架けるという構想は戦前、何度も持ち上がっていた。井上重利『略史　天草の歴史五十年』（みくに社）によると「大正年間」であるが「これは全くの夢に終わった」とある。
1955年（昭和30年）3月、天草全島民との一体的運動として「島民一人一円献金」の運動を提案し実行した。全国離島振興協議会の事務局長を務めた、民俗学者の宮本常一はかつて天草へより多くの国の補助を求める森と論争したが、その際に宮本が出した意見をヒントにしたこの運動を評価し、森の没後の1962年におこなった講演で以下のように述べた。
同時に、平地が少なく陸路に恵まれない天草の地では｢架橋は道路網の拡充なくして袋小路となる｣と、島内道路網整備の必要性を説いた。
天草振興協議会会長として、熊本県知事との連名で天草を代表し、建設省や日本道路公団への陳情を重ねた。年数回開催される全国離島振興協議会の会議及び離島振興対策審議会の中央における動きに併せ、天草架橋実現の陳情も兼ねて度々上京した。陳情書の一つには以下のように記されている。
内閣離島振興対策審議会における、各省の事務次官との交渉は天草架橋実現に力となった。その中には、鈴木俊一（のちに東京都知事）、小林与三次（のちに日本テレビ放送網社長）、平井富三郎（のちに新日本製鐵社長）、石破二朗（のちに鳥取県知事）、小野吉郎（のちに日本放送協会会長）、森永貞一郎（のちに日本銀行総裁）、荒木茂久二（のちに帝都高速度交通営団総裁）などがいた。
この間、島内の各種組織、協会等を統合して1956年（昭和31年）7月、「天草振興協議会」を設立し会長となる。天草郡町村会長、天草振興協議会会長、架橋期成会副会長、天草郡観光協会会長、その他離島振興関係の要職を兼務した。
1961年（昭和36年）5月、1959年から就任した知事の寺本広作とともに天草架橋の陳情で上京し、事業着手を確実なものとした。ひと月後の6月に出張中に倒れ、同月26日逝去。没年の1月に新聞に寄稿した挨拶文には以下のような内容が綴られている。

### 残した構想と功績
「天草はひとつ」と天草架橋開通後は天草を一つの「特例市」とする構想を発表している。そして天草を、当時国交のなかった中国や朝鮮との貿易の拠点とし、世界的な観光地へと変え、温暖な気候を利用した果樹の栽培などの構想を示した。また当時、散逸が危惧されていたキリシタン関係の遺跡等の保存や、歴史資料館の建設を提唱した。これらの施策については1957年、1959年の1月に新聞に寄稿した挨拶文で以下のように触れている。
一方、町政にあっては島内きっての後進性から脱皮させることを目標として多くの施策を実行した。特に全国にさきがけて母子福祉、身体障害児童、戦没者遺族年金条例等の「福祉三法」を制定した。